# Grb Občine Šenčur
Grb Občine Šenčur je upodobljen na ščitu svetlo modre barve, na katerem je kot osrenji motiv upodobljen Sveti Jurij, ogrnjen z rumenim ogrinjalom na konju, ki s sulico prebada zelenega zmaja, ki je upodobljen na dnu ščita.